# Autobusy w Płocku
Autobusy w Płocku – system komunikacji autobusowej istniejący od 1960 roku w Płocku.

## Komunikacja Miejska Płock
Komunikacja Miejska – Płock Spółka z o.o. jest największym w Płocku przedsiębiorstwem świadczącym usługi przewozowe. Obsługuje 36 linii autobusowych miejskich i podmiejskich (plus dodatkowe linie szkolne). 1 lutego 1960 r. zaczęła swą działalność pod nazwą Miejska Komunikacja Autobusowa. W dniu otwarcia posiadała 8 autobusów marki “San H 01” i zatrudniała 16 kierowców, 16 konduktorów, 4 monterów warsztatowych, 3 kontrolerów ruchu i 9 pracowników umysłowych. 15 kwietnia 1998 r. Zakład Komunikacji Miejskiej przekształcono w Komunikację Miejską – Płock Sp. z o.o. Dziś zatrudnia prawie 400 pracowników.
W firmie działają 3 związki zawodowe:
- Niezależny Samorządny Związek Zawodowy “Solidarność”
- Związek Zawodowy Kierowców i Pracowników Komunikacji Miejskiej w Płocku
- Związek Zawodowy Pracowników Komunikacji Miejskiej w RP

### Ważne daty
- 1960 – powstanie Miejskiej Komunikacji Autobusowej
- 1972 – pierwszy autobus przegubowy
- 1980 – największa w historii liczba pracowników – 495 osób
- 1989 – największa w historii liczba autobusów – 155 sztuk
- 2012 – częściowa zmiana numeracji linii, tras i wprowadzenie "taktów"; skierowanie wszystkich linii podmiejskich na Dworzec Autobusowy KM (al. Jachowicza)
- 2013 – do końca stycznia zainstalowano w każdym autobusie biletomaty (płatność za bilet gotówką, lub za pomocą karty zbliżeniowej)
- 2015 – oddanie do użytku nowej hali serwisowo-naprawczej
- 2018 – pierwsze autobusy z napędem hybrydowym
- 2023 - wprowadzenie istotnych zmian w układzie komunikacyjnym miasta, wprowadzenie nowej częstotliwości kursowania autobusów

### Liczby
- 23 linie stałe
- 5 linii wahadłowych
- 1 linia nocna
- 2 linie sezonowe
- 1 linia pospieszna
- 2 linie zjazdowe
- 112 autobusów miejskich
- 2 autokary turystyczne
- 396 pracowników
- 636 km – łączna długość linii komunikacyjnych

### Linie autobusowe
Linie autobusowe obsługiwane przez KM Płock:
- 12 linii miejskich (2, 3, 4, 7, 14, 18, 19, 20, 22, 24, 25, 26)
- 11 linii podmiejskich (100, 101, 102, 103, 104, 110, 111, 112, 120, 130, 140)
- 5 linii wahadłowych (31, 32, 33, 35, 37)
- 2 linie sezonowe (43, 44)
- 2 linie zjazdowe (60, 62)
- 1 linia pospieszna (B)
- 1 linia nocna (N1)

| Linia | Schemat | Trasa |
| ----- | --- | --- |
| 2     | schemat2 | WINIARY, SZPITAL - Medyczna, Dobrzyńska, Gałczyńskiego, Miodowa, Tysiąclecia, Bielska, Kwiatka, Kolegialna, Kilińskiego, most Legionów Józefa Piłsudskiego, Portowa, Popłacińska, Kolejowa, Cicha, Dobrzykowska - TOKARY (wybrane kursy: Dobrzykowska, most Solidarności, Wyszogrodzka, Czwartaków, Jana Pawła II - PODOLSZYCE) |
| 2     | schemat2 | (wybrane kursy: PODOLSZYCE - Jana Pawła II, Czwartaków, Wyszogrodzka most Solidarności, Dobrzykowska) TOKARY - Dobrzykowska, Kościelna, Kolejowa, Popłacińska, Portowa, most Legionów Józefa Piłsudskiego, Kilińskiego, Sienkiewicza, Bielska, Tysiąclecia, Miodowa, Gałczyńskiego, Dobrzyńska, Miodowa - WINIARY, SZPITAL |
| 3     | schemat3 | WINIARY, SZPITAL - Medyczna, Dobrzyńska, Gałczyńskiego, Batalionów Chłopskich, NSZ, Bielska, Jachowicza, Piłsudskiego, Wyszogrodzka, Czwartaków, Jana Pawła II, Wyszogrodzka, Harcerska, Borowicka - BOROWICZKI |
| 3     | schemat3 | BOROWICZKI - Borowicka, Harcerska, Wyszogrodzka, Jana Pawła II, Czwartaków, Wyszogrodzka, Piłsudskiego, Jachowicza, Bielska, NSZ, Batalionów Chłopskich, Gałczyńskiego, Dobrzyńska, Medyczna - WINIARY, SZPITAL |
| 4     | | ŚWIĘTEGO HUBERTA - Parcele, Borowicka, Harcerska, Korczaka, Gościniec, Niedzielaka, Grabówka, Słoneczna, Południowa, Wyszogrodzka, 4. płk. Strzelców Konnych, Kilińskiego, Warszawska, pl. Dąbrowskiego, Kościuszki, pl. Obr. Warszawy, 1 Maja, Sienkiewicza, Nowowiejskiego, Łukasiewicza, Kobylińskiego - KOBYLIŃSKIEGO |
| 4     | KOBYLIŃSKIEGO - Kobylińskiego, Bielska, Kwiatka, Kolegialna, pl. Obr. Warszawy, Kościuszki, pl. Dąbrowskiego, Warszawska, Kilińskiego, Wyszogrodzka, Południowa, Słoneczna, Grabówka, Niedzielaka, Gościniec, Korczaka, Harcerska, Borowicka, Parcele - ŚWIĘTEGO HUBERTA | |
| 7     | | (wybrane kursy: CMENTARZ KOMUNALNY - Bielska, Wiadukt, Kostrogaj) KOSTROGAJ - Przemysłowa (wybrane kursy: KOSTROGAJ, ZAJEZDNIA - Przemysłowa), NSZ, Łukasiewicza, Tysiąclecia, Bielska, Kwiatka, Kolegialna, Kilińskiego, most Legionów Józefa Piłsudskiego, Portowa, Popłacińska, Kolejowa, Kutnowska (wybrane kursy: Kutnowska - KUTNOWSKA/ Kutnowska (zawraca na pętli KUTNOWSKA), Kutnowska), Góry, Ciechomicka - CIECHOMICE (wybrane kursy: Ciechomicka - GÓRKI)  |
| 7     | (wybrane kursy: GÓRKI - Ciechomicka) CIECHOMICE - Ciechomicka, Góry (wybrane kursy: KUTNOWSKA - Kutnowska / Kutnowska (zawraca na pętli KUTNOWSKA), Kutnowska), Kutnowska, Kolejowa, Cicha, Kościelna, Kolejowa, Popłacińska, Portowa, most Legionów Józefa Piłsudskiego, Kilińskiego, Sienkiewicza, Bielska, Tysiąclecia, Łukasiewicza, NSZ, (wybrane kursy: Przemysłowa - KOSTROGAJ, ZAJEZDNIA), Przemysłowa - KOSTROGAJ (wybrane kursy: Kostrogaj, Wiadukt, Bielska - CMENTARZ KOMUNALNY) | |
| 14    | | WINIARY, SZPITAL - Medyczna, Dobrzyńska, Kobylińskiego, Jachowicza, Obr. Westerplatte, Mickiewicza, Chopina, Piłsudskiego, Wyszogrodzka, Armii Krajowej, Jana Pawła II, Czwartaków, Jana Pawła II - PODOLSZYCE |
| 14    | PODOLSZYCE - Jana Pawła II, Czwartaków, Jana Pawła II, Armii Krajowej, Wyszogrodzka, Piłsudskiego, Chopina, Mickiewicza, Obr. Westerplatte, Jachowicza, Kobylińskiego, Dobrzyńska, Medyczna - WINIARY, SZPITAL | |
| 18    | schemat18 | DWORZEC KOLEJOWY - Mickiewicza, Północna, Lotników, Kochanowskiego, Bielska, NSZ, Rutskich, Rembielińskiego, Tysiąclecia, Bielska, Zduńska, Okrzei, Kwiatka, Kolegialna, pl. Obr. Warszawy, Kościuszki, pl. Dąbrowskiego, Warszawska, Kilińskiego, Słoneczna, Południowa, Wyszogrodzka, Filtrowa, Imielnicka, Górna, Źródlana, Wyszogrodzka, Czwartaków, Jana Pawła II, Armii Krajowej, Żyzna - ŻYZNA                                                                  |
| 18    | schemat18 | ŻYZNA - Żyzna, Armii Krajowej, Jana Pawła II, Czwartaków, Wyszogrodzka, Źródlana, Górna, Imielnicka, Filtrowa, Wyszogrodzka, Południowa, Słoneczna, Głowackiego, 4. płk. Strzelców Konnych, Kilińskiego, Warszawska, pl. Dąbrowskiego, Kościuszki, pl. Obr. Warszawy, 1 Maja, Sienkiewicza, Bielska, Zduńska, Okrzei, Kwiatka, Bielska, Tysiąclecia, Rembielińskiego, Rutskich, NSZ, Bielska, Kochanowskiego, Lotników, Północna, Mickiewicza - DWORZEC KOLEJOWY       |
| 19    | schemat19 | WINIARY, SZPITAL - Medyczna, Dobrzyńska, Mościckiego, Miodowa, Tysiąclecia, Bielska, Kwiatka, Kolegialna, Wyszogrodzka, Armii Krajowej, Jana Pawła II - PODOLSZYCE |
| 19    | schemat19 | PODOLSZYCE - Jana Pawła II, Armii Krajowej, Wyszogrodzka, 4. płk. Strzelców Konnych, Sienkiewicza, Bielska, Tysiąclecia, Miodowa, Gałczyńskiego, Dobrzyńska, Medyczna - WINIARY, SZPITAL |
| 20    | | (wybrane kursy: KOSTROGAJ - Kostrogaj, Przemysłowa, NSZ, Batalionów Chłopskich, Gałczyńskiego) SKARPA - Dobrzyńska, Mościckiego, Miodowa, Łukasiewicza, Kobylińskiego, Bielska, Kwiatka, Kolegialna, Kilińskiego, Dworcowa, Chopina, Lachmana, Banacha, Otolińska, Boryszewska, Żyzna, Armii Krajowej, Jana Pawła II, Czwartaków, Jana Pawła II - PODOLSZYCE |
| 20    | PODOLSZYCE - Jana Pawła II, Czwartaków, Jana Pawła II, Armii Krajowej, Żyzna, Boryszewska, Otolińska, Banacha Lachmana, Chopina, Dworcowa, Kilińskiego, Sienkiewicza, Bielska, Kobylińskiego, Łukasiewicza, Miodowa, Mościckiego, Dobrzyńska - SKARPA (wybrane kursy: Gałczyńskiego, Batalionów Chłopskich, NSZ, Przemysłowa, Kostrogaj - KOSTROGAJ) | |
| 22    | schemat22 | WINIARY, SZPITAL - Medyczna, Dobrzyńska, Gałczyńskiego, Batalionów Chłopskich, NSZ, Bielska, Kwiatka, Kolegialna, Wyszogrodzka, Jana Pawła II - PODOLSZYCE |
| 22    | schemat22 | PODOLSZYCE - Jana Pawła II, Wyszogrodzka, 4. płk. Strzelców Konnych, Sienkiewicza, Bielska, NSZ, Batalionów Chłopskich, Gałczyńskiego, Dobrzyńska, Medyczna - WINIARY, SZPITAL |
| 24    | | (wybrane kursy: BROCHOCIN - Bielska) CMENTARZ KOMUNALNY - Bielska, Wiadukt, Kostrogaj, Przemysłowa, NSZ, Batalionów Chłopskich, Gałczyńskiego, Dobrzyńska, Kobylińskiego, Łukasiewicza, Nowowiejskiego, Kwiatka, Kolegialna, 1 Maja, 3 Maja, 11 Listopada, Jachowicza, Piłsudskiego, Wyszogrodzka, Armii Krajowej, Jana Pawła II - PODOLSZYCE (wybrane kursy: Nowickiego, Gościniec - GOŚCINIEC)                                                                       |
| 24    | (wybrane kursy: GOŚCINIEC - Gościniec, Nowickiego) PODOLSZYCE - Jana Pawła II, Armii Krajowej, Wyszogrodzka, Piłsudskiego, Jachowicza, 11 Listopada, 3 Maja, 1 Maja, Sienkiewicza, Nowowiejskiego, Łukasiewicza, Kobylińskiego, Dobrzyńska, Gałczyńskiego, Batalionów Chłopskich, NSZ, Przemysłowa, Kostrogaj, Wiadukt, Bielska - CMENTARZ KOMUNALNY (wybrane kursy: Bielska - BROCHOCIN) | |
| 25    | | DWORZEC KOLEJOWY - Mickiewicza, Obr. Westerplatte, Jachowicza, Bielska, Tysiąclecia, Miodowa, Mościckiego, Dobrzyńska, Traktowa (wybrane kursy: Szpitalna, Maszewo nad Wisłą, Brwilno - BRWILNO, ANTONIÓWKA), Szpitalna, Medyczna - WINIARY, SZPITAL |
| 25    | WINIARY, SZPITAL - Medyczna, Szpitalna (wybrane kursy: BRWILNO, ANTONIÓWKA - Brwilno, Maszewo nad Wisłą, Szpitalna), Traktowa, Dobrzyńska, Mościckiego, Miodowa, Tysiąclecia, Bielska, Jachowicza, Obr. Westerplatte, Mickiewicza - DWORZEC KOLEJOWY | |
| 26    | | WINIARY, SZPITAL - Medyczna, Dobrzyńska, Mościckiego, Miodowa, Łukasiewicza, Kobylińskiego, Bielska, Kwiatka, Kolegialna, Kilińskiego, Dworcowa, Chopina, Otolińska, Banacha, Lachmana, Piłsudskiego, Wyszogrodzka, Armii Krajowej, Jana Pawła II - PODOLSZYCE |
| 26    | PODOLSZYCE - Jana Pawła II, Armii Krajowej, Wyszogrodzka, Piłsudskiego, Lachmana, Banacha, Otolińska, Chopina, Dworcowa, Kilińskiego, Sienkiewicza, Bielska, Kobylińskiego, Łukasiewicza, Miodowa, Gałczyńskiego, Dobrzyńska, Medyczna - WINIARY, SZPITAL | |
| 31    | | SKARPA - Dobrzyńska, Kobylińskiego, Bielska, NSZ, Łukasiewicza (wybrane kursy: Łukasiewicza - ORLEN, BRAMA II) (zawraca na pętli ORLEN, BRAMA II), Łukasiewicza, Długa - ORLEN, BRAMA XI |
| 31    | ORLEN, BRAMA XI - Długa, Łukasiewicza (zawraca na pętli ORLEN, BRAMA II), Łukasiewicza, NSZ, Bielska, Kobylińskiego, Dobrzyńska - SKARPA | |
| 32    | schemat32 | (wybrane kursy: TARGOWA - Targowa, Otolińska) BANACHA - Banacha, Lachmana, Chopina, Mickiewicza, Tysiąclecia, Miodowa, Gałczyńskiego, Łukasiewicza, Chemików - ORLEN, BRAMA I |
| 32    | schemat32 | ORLEN, BRAMA I - Chemików, Łukasiewicza, Gałczyńskiego, Miodowa, Tysiąclecia, Mickiewicza, Chopina, Lachmana, Banacha - BANACHA (wybrane kursy: Otolińska, Targowa - TARGOWA) |
| 33    | schemat33 | PODOLSZYCE - Jana Pawła II, Wyszogrodzka, 4. płk. Strzelców Konnych, Sienkiewicza, Nowowiejskiego, Łukasiewicza, Chemików - ORLEN, BRAMA I |
| 33    | schemat33 | ORLEN, BRAMA I - Chemików, Łukasiewicza, Nowowiejskiego, Kwiatka, Kolegialna, Wyszogrodzka, Jana Pawła II - PODOLSZYCE |
| 35    | | PODOLSZYCE - Jana Pawła II, Armii Krajowej, Wyszogrodzka, Piłsudskiego, Jachowicza, Kobylińskiego, Łukasiewicza, Chemików - ORLEN, BRAMA I (wybrane kursy: Chemików, Zglenickiego - NAFTOBUDOWA) |
| 35    | (wybrane kursy: NAFTOBUDOWA - Zglenickiego, Chemików) ORLEN, BRAMA I - Chemików, Łukasiewicza, Kobylińskiego, Jachowicza, Piłsudskiego, Wyszogrodzka, Armii Krajowej, Jana Pawła II - PODOLSZYCE | |
| 37    | | PODOLSZYCE - Jana Pawła II, Armii Krajowej, Wyszogrodzka, Piłsudskiego, Lachmana, Banacha, Otolińska, Targowa, Bielska, Wiadukt, Kostrogaj, Przemysłowa - KOSTROGAJ, ZAJEZDNIA |
| 37    | KOSTROGAJ, ZAJEZDNIA - Przemysłowa, Kostrogaj, Wiadukt, Bielska, Targowa, Otolińska, Banacha, Lachmana, Piłsudskiego, Wyszogrodzka, Armii Krajowej, Jana Pawła II - PODOLSZYCE | |
| 43    | schemat43 | DWORZEC KOLEJOWY - Dworcowa, Jachowicza, Bielska, Kwiatka, Kolegialna, Kilińskiego, most Legionów Józefa Piłsudskiego, Kolejowa, Kutnowska - GRABINA |
| 43    | schemat43 | GRABINA - Kutnowska, Kolejowa, most Legionów Józefa Piłsudskiego, Kilińskiego, Sienkiewicza, Bielska, Jachowicza, Dworcowa - DWORZEC KOLEJOWY |
| 44    | schemat44 | DWORZEC KOLEJOWY - Mickiewicza, Bielska, Nowowiejskiego, Łukasiewicza, Kobylińskiego, Topolowa, Kazimierza Wielkiego, Rybaki, Mostowa, Kilińskiego, Sienkiewicza, Bielska, Jachowicza, Obr. Westerplatte, Mickiewicza - DWORZEC KOLEJOWY |
| 60    | schemat60 | PODOLSZYCE - Jana Pawła II, Czwartaków, Wyszogrodzka, Piłsudskiego, Chopina, NSZ, Przemysłowa - KOSTROGAJ, ZAJEZDNIA |
| 60    | schemat60 | KOSTROGAJ, ZAJEZDNIA - Przemysłowa, NSZ, Chopina, Piłsudskiego, Wyszogrodzka, Czwartaków, Jana Pawła II - PODOLSZYCE |
| 62    | schemat62 | KOSTROGAJ, ZAJEZDNIA - Przemysłowa, NSZ, Łukasiewicza, Chemików - ORLEN, BRAMA I (wybrane kursy: Chemików, Zglenickiego - NAFTOBUDOWA) |
| 62    | schemat62 | ORLEN, BRAMA I - Chemików, Łukasiewicza, NSZ, Przemysłowa - KOSTROGAJ, ZAJEZDNIA |
| 100   | schemat100 | DWORZEC KOLEJOWY - Dworcowa, Jachowicza, Kobylińskiego, Dobrzyńska, Zglenickiego, Biała, Stara Biała (wybrane kursy: Stara Biała - STARA BIAŁA), Nowe Draganie - DZIARNOWO |
| 100   | schemat100 | DZIARNOWO - Nowe Draganie (wybrane kursy: STARA BIAŁA - Stara Biała), Stara Biała, Biała, Zglenickiego (wybrane kursy przez PPPT), Dobrzyńska, Kobylińskiego, Jachowicza, Dworcowa - DWORZEC KOLEJOWY |
| 101   | schemat101 | DWORZEC KOLEJOWY - Dworcowa, Jachowicza, Bielska, Tysiąclecia, Miodowa, Mościckiego, Dobrzyńska, Zglenickiego (wybrane kursy przez PPPT), Biała, Stara Biała, Kamionki, Miłodróż - STARE PROBOSZCZEWICE |
| 101   | schemat101 | STARE PROBOSZCZEWICE - Miłodróż, Kamionki, Stara Biała, Biała, Zglenickiego, Dobrzyńska, Mościckiego, Miodowa, Tysiąclecia, Bielska, Jachowicza, Dworcowa - DWORZEC KOLEJOWY |
| 102   | schemat102 | DWORZEC KOLEJOWY - Dworcowa, Jachowicza, Bielska, Tysiąclecia, Miodowa, Mościckiego, Dobrzyńska, Zglenickiego (wybrane kursy przez PPPT), Biała, Stara Biała, Srebrna - KOBIERNIKI |
| 102   | schemat102 | KOBIERNIKI - Srebrna, Stara Biała, Biała, Zglenickiego (wybrane kursy przez PPPT), Dobrzyńska, Mościckiego, Miodowa, Tysiąclecia, Bielska, Jachowicza, Dworcowa - DWORZEC KOLEJOWY |
| 103   | schemat103 | DWORZEC KOLEJOWY - Dworcowa, Jachowicza, Kobylińskiego, Dobrzyńska, Maszewo Duże, Mańkowo (wybrane kursy: Mańkowo - MAŃKOWO), Mańkowo - SREBRNA |
| 103   | schemat103 | SREBRNA - Mańkowo (wybrane kursy: MAŃKOWO - Mańkowo), Maszewo Duże, Dobrzyńska, Kobylińskiego, Jachowicza, Dworcowa - DWORZEC KOLEJOWY |
| 104   | schemat104 | DWORZEC KOLEJOWY - Dworcowa, Jachowicza, Kobylińskiego, Dobrzyńska, Maszewo Duże, Wyszyna, Ludwikowo - WYSZYNA |
| 104   | schemat104 | WYSZYNA - Mańkowo, Maszewo Duże, Dobrzyńska, Kobylińskiego, Jachowicza, Dworcowa - DWORZEC KOLEJOWY |
| 110   | schemat110 | DWORZEC KOLEJOWY - Dworcowa, Jachowicza, Bielska, Nowe Trzepowo, Bronowo Zalesie (wybrane kursy: Bronowo Zalesie - BRONOWO-ZALESIE), Machcino, Sękowo, Zągoty Umienino (wybrane kursy: Umienino - UMIENINO), Jączewo, Rycharcice, Bonisław - LELICE |
| 110   | schemat110 | LELICE - Bonisław, Rycharcice, Jączewo (wybrane kursy: UMIENINO - Umienino), Umienino, Zągoty, Sękowo, Machcino (wybrane kursy: BRONOWO-ZALESIE - Bronowo Zalesie), Bronowo Zalesie, Nowe Trzepowo, Bielska, Jachowicza, Dworcowa - DWORZEC KOLEJOWY |
| 111   | schemat111 | DWORZEC KOLEJOWY - Dworcowa, Jachowicza, Bielska, Sierpecka, Nowe Trzepowo, Stare Draganie, Bronowo Kmiece, Kruszczewo, Ogorzelice, Nowe Proboszczewice - STARE PROBOSZCZEWICE (wybrane kursy: Golejewo, Gozdowo, Rempin, Rękawczyn - REMPIN) |
| 111   | schemat111 | (wybrane kursy: REMPIN - Gozdowo, Golejewo) STARE PROBOSZCZEWICE - Nowe Proboszczewice, Ogorzelice, Kruszczewo, Bronowo Kmiece, Stare Draganie, Nowe Trzepowo, Sierpecka, Bielska, Jachowicza, Dworcowa - DWORZEC KOLEJOWY |
| 112   | schemat112 | DWORZEC KOLEJOWY - Dworcowa, Jachowicza, Bielska, Tchórz, Dźwierzno, Goślice, Ciachcin, Drwały, Gilino - BIELSK |
| 112   | schemat112 | BIELSK - Gilino, Drwały, Ciachcin, Goślice, Dźwierzno, Tchórz, Bielska, Jachowicza, Dworcowa - DWORZEC KOLEJOWY |
| 120   | | W godzinach porannych: (wybrane kursy: KOBYLIŃSKIEGO - Kobylińskiego) JACHOWICZA (TEATR) - Jachowicza, Otolińska, Nowe Boryszewo, Stare Boryszewo, Stróżewko, Rogozino, Juryszewo, Ślepkowo Szlacheckie, Ciółkowo, Woźniki-Paklewy, Radzanowo, Rogozino, Stróżewko, Stare Boryszewo, Nowe Boryszewo, Otolińska, Jachowicza - JACHOWICZA (TEATR) (wybrane kursy: Kobylińskiego - KOBYLIŃSKIEGO)                                                                         |
| 120   | W godzinach popołudniowych: (wybrane kursy: KOBYLIŃSKIEGO - Kobylińskiego) JACHOWICZA (TEATR) - Jachowicza, Otolińska, Nowe Boryszewo, Stare Boryszewo, Stróżewko, Rogozino, Radzanowo, Woźniki-Paklewy, Ciółkowo, Ślepkowo Szlacheckie, Juryszewo, Rogozino, Stróżewko, Stare Boryszewo, Nowe Boryszewo, Otolińska, Jachowicza - JACHOWICZA (TEATR) (wybrane kursy: Kobylińskiego - KOBYLIŃSKIEGO)                                                                                          | |
| 130   | | (wybrane kursy: KOBYLIŃSKIEGO - Kobylińskiego (wybrane kursy:JACHOWICZA (TEATR) - ), Jachowicza, Piłsudskiego) POPIEŁUSZKI - Wyszogrodzka, Nowe Gulczewo, Wyszogrodzka (wybrane kursy: Gulczewo, Stare Gulczewo, Mirosław), Cekanowo, Słupno - SZELIGI |
| 130   | SZELIGI - Słupno, Cekanowo, Wyszogrodzka (wybrane kursy: Mirosław, Stare Gulczewo, Gulczewo), Nowe Gulczewo, Wyszogrodzka - ARMII KRAJOWEJ (wybrane kursy: Piłsudskiego, Jachowicza (wybrane kursy: - JACHOWICZA (TEATR)), Kobylińskiego - KOBYLIŃSKIEGO) | |
| 140   | schemat140 | DWORZEC KOLEJOWY - Dworcowa, Jachowicza, Bielska, Kwiatka, Kolegialna, Kilińskiego, most Legionów Józefa Piłsudskiego, Kolejowa, Cicha, Dobrzykowska, Jordanów, Dobrzyków, Grabie Polskie, Nowe Grabie - GĄBIN, DWORZEC |
| 140   | schemat140 | GĄBIN, DWORZEC - Nowe Grabie, Grabie, Polskie, Dobrzyków, Jordanów, Dobrzykowska, Kościelna, Kolejowa, most Legionów Józefa Piłsudskiego, Kilińskiego, Sienkiewicza, Bielska, Jachowicza, Dworcowa - DWORZEC KOLEJOWY |
| B     | schematB | PODOLSZYCE - Jana Pawła II, Czwartaków, Jana Pawła II, Armii Krajowej, Wyszogrodzka, Mazowieckiego, Bartoszewskiego, Rataja, Długa, Łukasiewicza, Chemików - ORLEN, BRAMA I |
| B     | schematB | ORLEN, BRAMA I - Chemików, Łukasiewicza, Długa, Rataja, Bartoszewskiego, Mazowieckiego, Wyszogrodzka, Armii Krajowej, Jana Pawła II, Czwartaków, Jana Pawła II - PODOLSZYCE |
| N1    | schematN1 | BOROWICZKI - Borowicka, Harcerska, Wyszogrodzka, Jana Pawła II, Czwartaków, Jana Pawła II, Armii Krajowej, Wyszogrodzka, Piłsudskiego, Chopina, Dworcowa, Kilińskiego, Sienkiewicza, Bielska (wybrane kursy: Bielska, NSZ, Przemysłowa), Tysiąclecia, Miodowa, Mościckiego, Dobrzyńska (wybrane kursy: Dobrzyńska, Medyczna (zawraca na pętli WINIARY, SZPITAL), Medyczna, Dobrzyńska), Gałczyńskiego, Batalionów, Chłopskich, NSZ, Przemysłowa - KOSTROGAJ, ZAJEZDNIA |
| N1    | schematN1 | KOSTROGAJ, ZAJEZDNIA - Przemysłowa, NSZ, Batalionów Chłopskich, Gałczyńskiego, Dobrzyńska, Mościckiego, Miodowa, Tysiąclecia, Bielska, Kwiatka, Kolegialna, Kilińskiego, Dworcowa, Chopina, Piłsudskiego, Wyszogrodzka, Armii Krajowej, Jana Pawła II, Czwartaków, Jana Pawła II, Wyszogrodzka, Harcerska, Borowicka - BOROWICZKI |

### Tabor
KM Płock posiada 112 autobusów. Obecnie autobusowe linie miejskie obsługiwane są przez następujące typy pojazdów:

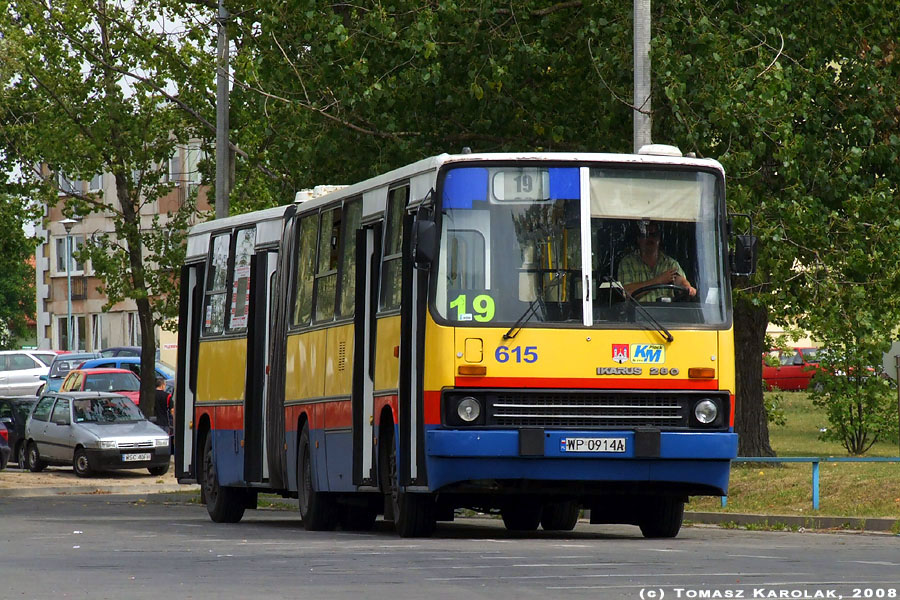
Ikarus 280.70H z KM Płock

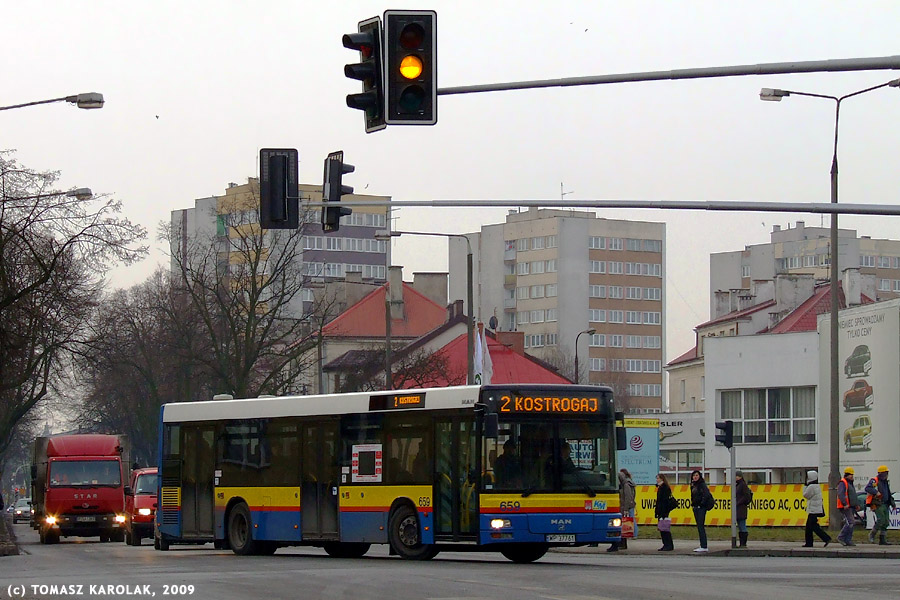
MAN NL283 z KM Płock na skrzyżowaniu ulic Bielskiej i Tysiąclecia

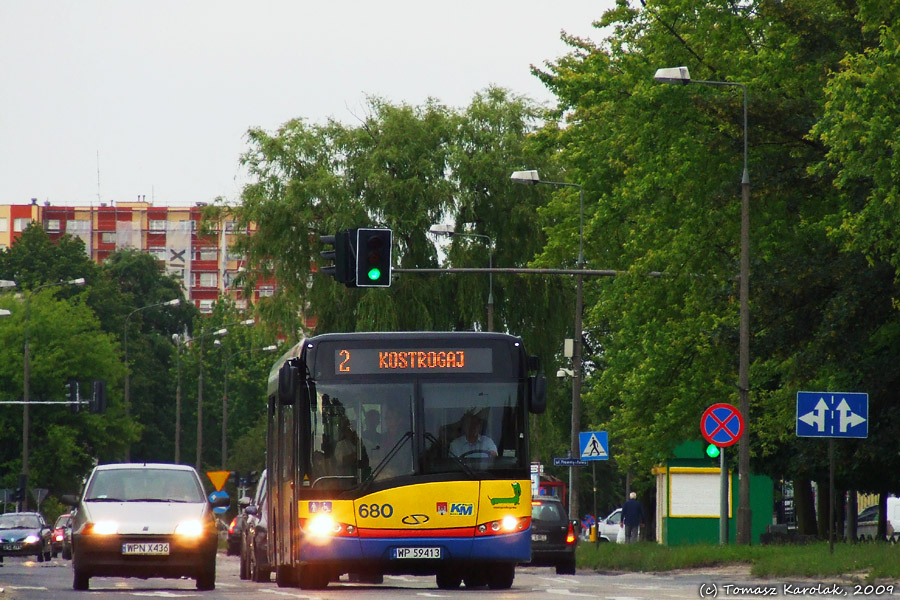
Solaris Urbino 12 III

| Typ autobusu                                         | Rok produkcji                                        | przewóz osób na wózkach                              | klimatyzacja przestrzeni pasażerskiej                | Liczba |
| ---------------------------------------------------- | ---------------------------------------------------- | ---------------------------------------------------- | ---------------------------------------------------- | ------ |
| Jelcz M181MB/3                                       | 2007                                                 | przewóz osób na wózkach                              |                                                      | 2      |
| Karsan Atak                                          | 2020                                                 | przewóz osób na wózkach                              | klimatyzacja przestrzeni pasażerskiej                | 7      |
| MAN NL223                                            | 1999-2003                                            | przewóz osób na wózkach                              |                                                      | 5      |
| MAN NL283                                            | 2005                                                 | przewóz osób na wózkach                              |                                                      | 5      |
| Mercedes-Benz O345 Conecto C                         | 2005                                                 |                                                      |                                                      | 6      |
| Solaris Urbino 8,9 LE III                            | 2016                                                 | przewóz osób na wózkach                              | klimatyzacja przestrzeni pasażerskiej                | 5      |
| Solaris Urbino 12 III                                | 2007-2010                                            | przewóz osób na wózkach                              |                                                      | 13     |
| Solaris Urbino 12 III                                | 2011-2013                                            | przewóz osób na wózkach                              | klimatyzacja przestrzeni pasażerskiej                | 16     |
| Solaris Urbino 12 IV                                 | 2015-2023                                            | przewóz osób na wózkach                              | klimatyzacja przestrzeni pasażerskiej                | 10     |
| Solaris Urbino 12 IV Hybrid                          | 2018-2023                                            | przewóz osób na wózkach                              | klimatyzacja przestrzeni pasażerskiej                | 24     |
| Solaris Urbino 18 III                                | 2009                                                 | przewóz osób na wózkach                              |                                                      | 1      |
| Solaris Urbino 18 III                                | 2012-2013                                            | przewóz osób na wózkach                              | klimatyzacja przestrzeni pasażerskiej                | 7      |
| Solaris Urbino 18 IV                                 | 2015-2020                                            | przewóz osób na wózkach                              | klimatyzacja przestrzeni pasażerskiej                | 3      |
| Solaris Urbino 18 IV Hybrid                          | 2018                                                 | przewóz osób na wózkach                              | klimatyzacja przestrzeni pasażerskiej                | 8      |
| Wszystkie pojazdy                                    | Wszystkie pojazdy                                    | Wszystkie pojazdy                                    | Wszystkie pojazdy                                    | 112    |
| Udział autobusów niskopodłogowych i niskowejściowych | Udział autobusów niskopodłogowych i niskowejściowych | Udział autobusów niskopodłogowych i niskowejściowych | Udział autobusów niskopodłogowych i niskowejściowych | 94,6%  |
| Udział autobusów klimatyzowanych                     | Udział autobusów klimatyzowanych                     | Udział autobusów klimatyzowanych                     | Udział autobusów klimatyzowanych                     | 71,4%  |

### Pętle autobusowe
| NA TERENIE MIASTA     | NA TERENIE MIASTA | NA TERENIE MIASTA                                           | NA TERENIE MIASTA | NA TERENIE MIASTA | NA TERENIE MIASTA |
| Nazwa pętli           | Rodzaj pętli      | Linie autobusowe                                            |                   |                   |                   |
| --------------------- | ----------------- | ----------------------------------------------------------- | ----------------- | ----------------- | ----------------- |
| BANACHA               | Pętla uliczna     | 32                                                          |                   |                   |                   |
| BOROWICZKI            | Pętla wydzielona  | 3, N1                                                       |                   |                   |                   |
| CIECHOMICE            | Łezka             | 7                                                           |                   |                   |                   |
| CMENTARZ KOMUNALNY    | Pętla wydzielona  | 7, 24                                                       |                   |                   |                   |
| DWORZEC KOLEJOWY      | Terminal          | 18, 25, 31, 43, 100, 101, 102, 103, 104, 110, 111, 112, 140 |                   |                   |                   |
| JACHOWICZA (TEATR)    | Pętla uliczna     | 120, 130                                                    |                   |                   |                   |
| KOBYLIŃSKIEGO         | Pętla uliczna     | 4, 44, 120, 130                                             |                   |                   |                   |
| KOSTROGAJ             | Pętla wydzielona  | 7, 20                                                       |                   |                   |                   |
| KOSTROGAJ, ZAJEZDNIA  | Zajezdnia         | 7, 20, 37, 60, 62, N1                                       |                   |                   |                   |
| KUTNOWSKA             | Pętla wydzielona  | 7                                                           |                   |                   |                   |
| NAFTOBUDOWA           | Pętla wydzielona  | 35                                                          |                   |                   |                   |
| ORLEN, BRAMA I        | Pętla wydzielona  | 32, 33, 35, 62, B                                           |                   |                   |                   |
| ORLEN, BRAMA II       | Terminal          | 31 przelotowo: 32, 33, 35, 62, B                            |                   |                   |                   |
| ORLEN, BRAMA XI       | Pętla wydzielona  | 31                                                          |                   |                   |                   |
| PODOLSZYCE            | Pętla wydzielona  | 2, 14, 19, 20, 22, 24, 26, 33, 34, 35, 37, 60, B, N1        |                   |                   |                   |
| POPIEŁUSZKI           | Pętla uliczna     | 130                                                         |                   |                   |                   |
| SKARPA                | Pętla uliczna     | 20, 14                                                      |                   |                   |                   |
| RYBAKI, MOLO          | Pętla uliczna     | 44                                                          |                   |                   |                   |
| ŚWIĘTEGO HUBERTA      | Pętla wydzielona  | 4                                                           |                   |                   |                   |
| TARGOWA               | Pętla uliczna     | 32                                                          |                   |                   |                   |
| TOKARY                | Pętla wydzielona  | 2                                                           |                   |                   |                   |
| WINIARY, SZPITAL      | Pętla wydzielona  | 2, 3, 14, 19, 22, 25, 26                                    |                   |                   |                   |
| ŻYZNA                 | Pętla wydzielona  | 18                                                          |                   |                   |                   |
| POZA TERENEM MIASTA   |                   |                                                             |                   |                   |                   |
| BIELSK                | Pętla wydzielona  | 112                                                         |                   |                   |                   |
| BROCHOCIN             | Pętla uliczna     | 24                                                          |                   |                   |                   |
| BRONOWO - ZALESIE     | Pętla wydzielona  | 110                                                         |                   |                   |                   |
| BRWILNO, ANTONIÓWKA   | Pętla wydzielona  | 25                                                          |                   |                   |                   |
| DOBRZYKÓW, SŁONECZNA  | Pętla uliczna     | 140                                                         |                   |                   |                   |
| DZIARNOWO             | Pętla wydzielona  | 100                                                         |                   |                   |                   |
| GĄBIN, DWORZEC        | Terminal          | 140                                                         |                   |                   |                   |
| GOZDOWO               | Pętla wydzielona  | 111                                                         |                   |                   |                   |
| GÓRKI                 | Pętla wydzielona  | 7                                                           |                   |                   |                   |
| GRABINA               | Pętla wydzielona  | 43                                                          |                   |                   |                   |
| KOBIERNIKI            | Pętla uliczna     | 102                                                         |                   |                   |                   |
| LELICE                | Pętla wydzielona  | 110                                                         |                   |                   |                   |
| MAŃKOWO               | Pętla wydzielona  | 103                                                         |                   |                   |                   |
| SŁUPNO, ZAJAZD        | Pętla wydzielona  | 130                                                         |                   |                   |                   |
| STARA BIAŁA           | Pętla wydzielona  | 100                                                         |                   |                   |                   |
| STARE PROBOSZCZEWICZE | Pętla wydzielona  | 101, 111                                                    |                   |                   |                   |
| SREBRNA               | Rondo             | 103                                                         |                   |                   |                   |
| SZELIGI               | Pętla wydzielona  | 130                                                         |                   |                   |                   |
| UMIENINO              | Pętla uliczna     | 110                                                         |                   |                   |                   |
| WYSZYNA               | Pętla wydzielona  | 104                                                         |                   |                   |                   |

## PKS
Przedsiębiorstwo Komunikacji Samochodowej w Płocku S.A. świadczyło usługi przewozowe na trasach podmiejskich i dalekobieżnych – linie PKS, KomfortBus i BusKom. W styczniu 1950 roku została utworzona Placówka Terenowa w Sierpcu. W roku 2019 PKS Płock zakończył działalność przewozową.
- Linie KomfortBus na trasie
  - Warszawa Zachodnia – Płock – Bydgoszcz – Kołobrzeg (w sezonie letnim Mielno)
  - Płock – Przemyśl (w sezonie letnim Władysławowo – Bydgoszcz – Przemyśl)
  - Płock – Kraków

- Linie Bus-Kom
  - Płock Auchan – Nowe Proboszczewice – Gozdowo – Rempin
  - Płock – Gąbin